# Neocassidulina
Neocassidulina es un género de foraminífero bentónico de la familia Fursenkoinidae, de la superfamilia Fursenkoinoidea, del suborden Buliminina y del orden Buliminida. Su especie tipo es Neocassidulina evoluta. Su rango cronoestratigráfico abarca el Holoceno.

## Discusión
Clasificaciones previas incluían Neocassidulina en el suborden Rotaliina del orden Rotaliida.

## Clasificación
Neocassidulina incluye a las siguientes especies:
- Neocassidulina abbreviata
- Neocassidulina evoluta